# Свято пісні і танцю українського населення Чехословаччини
Свято Пісні і Танцю українського населення Чехословаччини — щорічні фестивалі, організовані Культурним Союзом (Спілкою) українських трудящих.
Перше Свято відбулося 1954 року у Межилаборцях, наступні — у Свиднику. В середньому на кожному Святі брало участь 30 — 50 самодіяльних колективів (1 500-2 500 учасників) та 20-30 000 глядачів. Крім гуртків самодіяльности з Пряшівщини, запрошувались мистецькі колективи з Польщі, Югославії, Закарпатських областей УРСР.
Програма Свята була поділена на 3 частини (естради): молодіжна, українського фолкльору Пряшівщини («З народ. студенки») та естрада дружби. На останній виступали закордонні ансамблі й ансамблі інших національностей Чехо-Словаччини (чеські, словацькі, угорські, польські).
На початку XXI ст. у Свиднику у останню неділю червня щорічно проходить Свято українсько-руської культури. Це фактично словацький варіант польського етнічного фестивалю Лемківська ватра.